# Вільям Фіппс Блейк
Вільям Фіппс Блейк (1 червня 1826, Нью-Йорк — 22 травня 1910, Берклі) — американський геолог і мінералог.

## Життєпис
Вільям Фіппс Блейк закінчив Шеффілдську наукову школу Єльського університету в 1852 році, через рік працював мінералогом і геологом у «Тихоокеанській експедиції з вивчення залізниці», а також був там відповідальним як автор численних звітів. У 1851 році він описав нещодавно відкритий мінерал клінохлор.
З 1859 по 1860 рік Блейк був редактором Mining Magazine, а в 1862 році працював гірничим інженером в уряді Японії. У 1863 році він був призначений професором мінералогії в Каліфорнійському коледжі та геологом Каліфорнійської ради з питань сільського господарства. З 1896 по 1905 рік він був професором геології та директором Гірничої школи в університеті Аризоні.
22 травня 1910 року він помер у Берклі (Каліфорнія) від запалення легенів.

## Наукові роботи
- Description of the fossils and shells collected in California (1855)
- Silver Ores and Silver Mines (1860)
- Report on the Production of Precious Metals (1867)
- Civil Engineering and Public Works (1870)
- Report on iron and steel (1876)
- Ceramic Art and Glass (1878)
- Tombstone and its Mines (1902)
- The published writings of William Phipps Blake (1910)
- The Imperial Valley and the Salton Sink with Harry Thomas Cory (1915)